# 함안무기연당
함안무기연당(咸安舞沂蓮塘)은 대한민국 경상남도 함안군 칠원면 무기리에 있는 조선시대의 연못이다. 1984년 12월 24일 대한민국의 국가민속문화재 제208호로 지정되었다.

## 개요
주재성의 생가에 있는 조선 후기의 연못이다. 주재성은 조선 영조 4년(1728) 이인좌의 난 때 의병을 일으켜 관군과 함께 난을 진압한 인물이다. 관군들은 돌아가는 길에 그의 덕을 칭송하여 마을 입구에 ‘창의사적비’를 세우고 서당 앞 넓은 마당에 연못을 만들었다.
연못 가운데에는 섬을 만들고 산의 모양을 본떠 놓았다. 이후 주재성은 연못의 이름을 ‘국담’이라 하고 호를 삼았으며, 연못가의 서당에서 학문에 전념하며 유유자적하였다.
연못의 서북쪽에는 오래된 정침 한 채가 남아 있으나, 많은 부분을 고쳐서 그 가치를 잃고 말았다. 연못가에는 후대에 '풍욕루'와 '하환정'을 지었고, 최근에 '충효사'를 지었다. 연못 주위에는 담장을 쌓고 일각문을 내어 '영귀문'이라 하였다.
비교적 원래의 형태를 잘 간직하고 있는 조선 후기의 연못으로, 정원문화 연구에 좋은 자료이다.

## 참고 자료
- 함안무기연당 - 국가유산청 국가유산포털